# 山子田
山子田(やまこだ)は群馬県北群馬郡榛東村の大字である。郵便番号は370-3502。

## 地理
榛名山の東の裾野に位置している。面積は約5.2平方キロメートル（2020年）。
目立った大きな河川は流れていないが、午王頭川など、小規模河川が多く流れている。

## 歴史
鎌倉時代初期に土屋義清によって築かれた山子田城があった。
江戸時代には現在の榛東村のエリアは高崎藩領、天領、旗本領など複雑に分かれていた。
2009年まで村役場が移転するまでは、地区内に役場が置かれていた。

## 世帯数と人口
2020年(令和2年)10月1日現在の世帯数と人口は以下の通りである。
| 世帯数    | 人口    |
| --------- | ------- |
| 1,042世帯 | 2,909人 |

## 小・中学校の学区
村立小・中学校に通う場合学区は以下の通りとなる。
|                         | 小学校           | 中学校             |
| ----------------------- | ---------------- | ------------------ |
| 2区、4区、5区、6区、7区 | 榛東村立北小学校 | 榛東村立榛東中学校 |

## 交通
鉄道
地区内を上越新幹線が通過するが、駅は存在しない。
バス
- 日本中央バス - 前橋榛東線[6]

道路
- 群馬県道25号高崎渋川線
- 群馬県道26号高崎安中渋川線
- 群馬県道153号線水沢足門線
- 群馬県道154号新井下室田線

## 施設
- 柳沢寺
- 榛東村立北小学校
- 榛東中央こども園
- 榛東村立北幼稚園
- セブンイレブン榛東山子田店

- しんとう総合グラウンド
- 桃井郵便局